# 邦卡博 (科羅拉多州)
邦卡博（英語：Boncarbo）是位於美國科羅拉多州拉斯阿尼馬斯縣的一個非建制地區。該地的面積和人口皆未知。

## 地理
邦卡博的座標為37°12′58″N 104°41′44″W / 37.21611°N 104.69556°W，而該地的平均海拔高度為2098米（即6883英尺）。